# 7532 Pelhřimov
A 7532 Pelhřimov (ideiglenes jelöléssel 1995 UR1) a Naprendszer kisbolygóövében található aszteroida. Miloš Tichý fedezte fel 1995. október 22-én.